# Liste der Monuments historiques in Avrainville (Meurthe-et-Moselle)
Die Liste der Monuments historiques in Avrainville führt die Monuments historiques in der französischen Gemeinde Avrainville auf.

## Liste der Objekte
| Bezeichnung | Beschreibung                                                                               | Standort                       | Kennzeichnung | Schutzstatus | Datum | Bild |
| ----------- | ------------------------------------------------------------------------------------------ | ------------------------------ | ------------- | ------------ | ----- | ---- |
| Hauptaltar  | Altartisch, Altaraufbau und Tabernakel; Eichenholz, vergoldet, Anfang des 18. Jahrhunderts | in der Kirche St-Pierre (Lage) | PM54000025    | Classé       | 1976  |      |
| Kruzifix    | Holz, 16. Jahrhundert                                                                      | in der Kirche St-Pierre (Lage) | PM54002049    | Inscrit      | 2015  |      |